# Battaglia di Methven
La battaglia di Methven ebbe luogo il 19 giugno 1306 durante le Guerre di indipendenza scozzesi.

## L'incoronazione di Robert Bruce e la furia di Edoardo I
Nel febbraio 1306 Robert Bruce insieme a un piccolo gruppo di uomini aveva ucciso John Comyn, III Signore di Badenoch di fronte all'altare della chiesa dei Greyfriars di Dumfries. I due appartenevano a due famiglie rivali che, benché avessero dovuto giurare fedeltà ad Edoardo I d'Inghilterra, pena la morte, stavano rivaleggiando per impadronirsi della corona di Scozia. Secondo il poema The Brus scritto da John Barbour i due avrebbero siglato un accordo che prevedeva l'infrazione del giuramento che entrambi avevano prestato, tuttavia il cattivo sangue che scorreva fra loro avrebbe reso impossibile lavorare insieme come Guardiani del regno. Dopo la morte di Comyn per Robert era svanita ogni possibilità di riappacificarsi con Edoardo e fece quello che probabilmente aspirava a fare, si incoronò re a Scone poche settimane dopo l'omicidio.
Tuttavia Edoardo fu tardivamente informato della morte di Comyn, le notizie viaggiavano lente e solo dopo tredici giorni fu raggiunto dalla nuova mentre si trovava a Winchester e anche in quel caso la dinamica gli apparve tutt'altro che chiara. All'inizio sembrò il frutto dell'atto di un gruppo di isolati ribelli che facevano di tutto per scardinare la pace che regnava in Scozia, ma più tardi apprese che era stato Robert ad ucciderlo. Il 5 aprile ordinò al cognato di Comyn, Aymer de Valence, II conte di Pembroke, suo Plenipotenziario in Scozia, di dare la caccia a Robert e di prenderlo. Il 20 maggio presso Westminster Edoardo creò cavalieri suo figlio Edoardo e altri 250 uomini in previsione dello scontro imminente.

## Il breve scontro
Intanto in Scozia Robert Bruce doveva vedersela contro i Comyn e tutte le altre famiglie che erano state a lui alleate, la sua incoronazione avvenuta a marzo lo aveva in qualche modo legittimato, ma la sua posizione era tutt'altro che certa.
Valence si mosse rapidamente ed entro l'estate egli giunse a Perth facendone la sua base e lì venne raggiunto da molti di coloro che avevano supportato Comyn. Robert giunse da ovest pronto allo scontro cui voleva avvicinarsi seguendo i costumi da gentiluomo in uso solitamente per le battaglie, ma gli inglesi erano inclini ad usare tecniche meno ortodosse.
Robert chiese a Valence di lasciare le mura di Perth e di scendere per incontrarsi in battaglia, ma questi rifiutò e Bruce, prendendolo forse come un segno di debolezza, si ritirò soltanto di poche miglia, presso Methven, con l'intento di accamparsi per la notte. Poco prima dell'alba del 19 giugno la sua armata fu raggiunta da quella inglese e venne praticamente distrutta e il resto fu messo in rotta per via dell'attacco a sorpresa che avevano subito. Forse fidandosi di Valence Robert aveva omesso di porre delle sentinelle attorno al campo e ne pagò il prezzo.